# Carl-Schirren-Gesellschaft

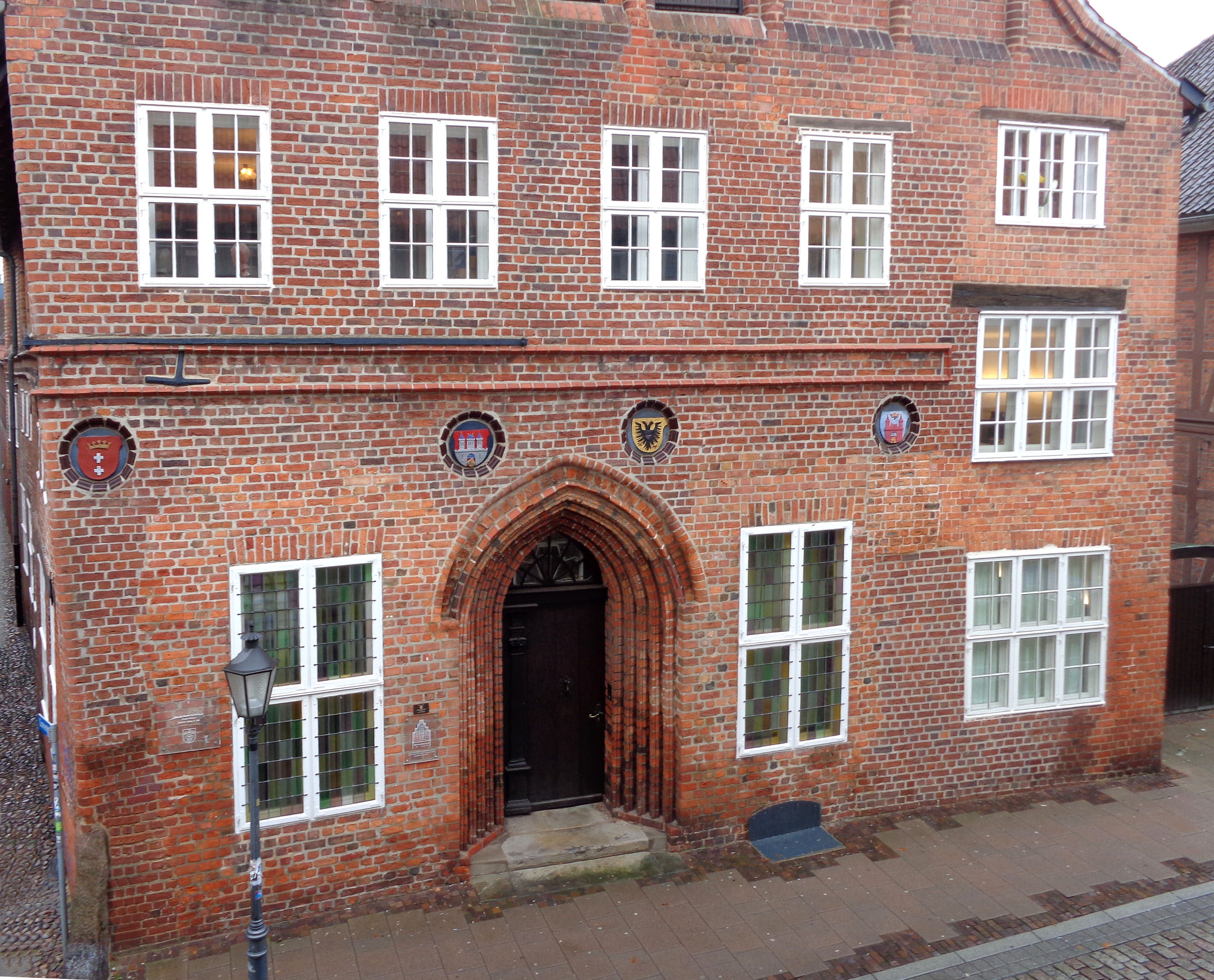
Brömsehaus der Deutschbalten in Lüneburg

Die Carl-Schirren-Gesellschaft ist eine Vereinigung mit Sitz im Brömsehaus in Lüneburg, die das Kulturerbe der Deutschbalten pflegt. Sie ist Mitglied der Deutsch-Baltischen Gesellschaft. 

## Geschichte
Die Gesellschaft wurde 1932 in Kiel unter maßgeblicher Mitwirkung von Kurt Stegmann von Pritzwald gegründet und nach dem Historiker Carl Schirren benannt. Während der Zeit des Nationalsozialismus ruhte das Bestehen der Gesellschaft. In der Nachkriegszeit entwickelte sich die Vereinigung 1950 unter Max Hildebert Boehm in Lüneburg zum Deutschbaltischen Kulturwerk. 1970 wurde ihre Gemeinnützigkeit anerkannt.
Die Deutschbaltische Kulturstiftung, als eine Stiftung des bürgerlichen Rechts mit Sitz in Lüneburg, ist aus der 1994 gegründeten Carl-Schirren-Stiftung hervorgegangen. Sie ist Mitglied im Bundesverband Deutscher Stiftungen. Die Geschäfte der Stiftung werden von der Geschäftsführung der Carl-Schirren-Gesellschaft in Personalunion geführt.

## Aktivitäten
Die Gesellschaft arbeitet mit kulturellen und wissenschaftlichen Einrichtungen in Estland, Lettland und Deutschland eng zusammen. Sie veranstaltet die Deutsch-Baltischen Kulturtage (Carl-Schirren-Tag), die Baltischen Seminare, Ausstellungen und gibt Publikationen heraus. Das Archiv umfasst rund 23.000 Archivalien zur deutschbaltischen Geschichte vom 17. bis zum 20. Jahrhundert, darunter Manuskripte, Urkunden, Landkarten und Postkarten. Aufbewahrt werden zudem Gemälde, grafische Darstellungen, Fotografien, Möbel, Porzellan, Silber und andere Güter.
Die Baltische Studienförderung der Carl-Schirren-Gesellschaft geht auf eine Initiative des Deutschbaltischen Jugend- und Studentenrings aus dem Jahre 1991 zurück. Die Carl-Schirren-Gesellschaft übernahm im Herbst 1991 die Schirmherrschaft.
Die Carl-Schirren-Gesellschaft ist auch Herausgeberin des Jahrbuchs des baltischen Deutschtums, das im Auftrag der Deutsch-Baltischen Landsmannschaft entsteht. Seit 2013 trägt es den Namen Deutsch-Baltisches Jahrbuch. Jahrbuch des baltischen Deutschtums. Neue Folge; die Bandzählung wird fortgeführt.